# 주상서
주상서(중국어: 朱常溆, 1585년 1월 19일 - 1월 19일)는 명 신종의 차남이고, 어머니는 황귀비 정씨이다.
주상서는 만력 12년 12월 19일에 태어났으나, 곧 숨을 거뒀고, 만력 13년 정월에 빈애왕(邠哀王)에 추존되어 금산에 묻혔다.